# Aeroporto Internazionale di Busan-Gimhae
L'Aeroporto Internazionale di Busan-Gimhae (in Hangŭl: 김해국제공항, in Hanja: 金海國際空港) (IATA: PUS; ICAO: RKPK) è un aeroporto civile coreano, situato nei pressi della città di Busan, la seconda città della nazione asiatica.
Nel 2013 la città di Busan ha proposto di chiudere l'aeroporto a causa dei limiti operativi e le dimensioni ridotte dell'area, che impedirebbero un'espansione dello scalo, e la realizzazione di un nuovo grande scalo sull'isola di Gadeok-do, a sud-est della città. In ogni caso sono ugualmente iniziati alcuni lavori per aumentare la capacità dello scalo attuale per ospitare un maggior numero di voli internazionali entro il 2015.

## Collegamenti con Busan e altre città
L'aeroporto di Busan-Gimhae si trova ai confini amministrativi della città di Busan con quella di Gimhae, ed è collegato da diversi servizi autobus, sia urbani che intercity (le principali città raggiunte sono Masan, Changwon, Jinhae, Jangyu, Gimhae, Pohang, Gyeongju, Gumi, Taegu, Ulsan, Eonyang, Yangsan, Gohyeon, Okpo e Jangseungpo).
Dal settembre 2011 è possibile raggiungere l'aeroporto anche in treno grazie alla stazione di Gimhae aeroporto sulla metropolitana leggera Gimhae, collegata e integrata direttamente con la metropolitana di Pusan.